# О’Лири, Даниэль Флоренсио

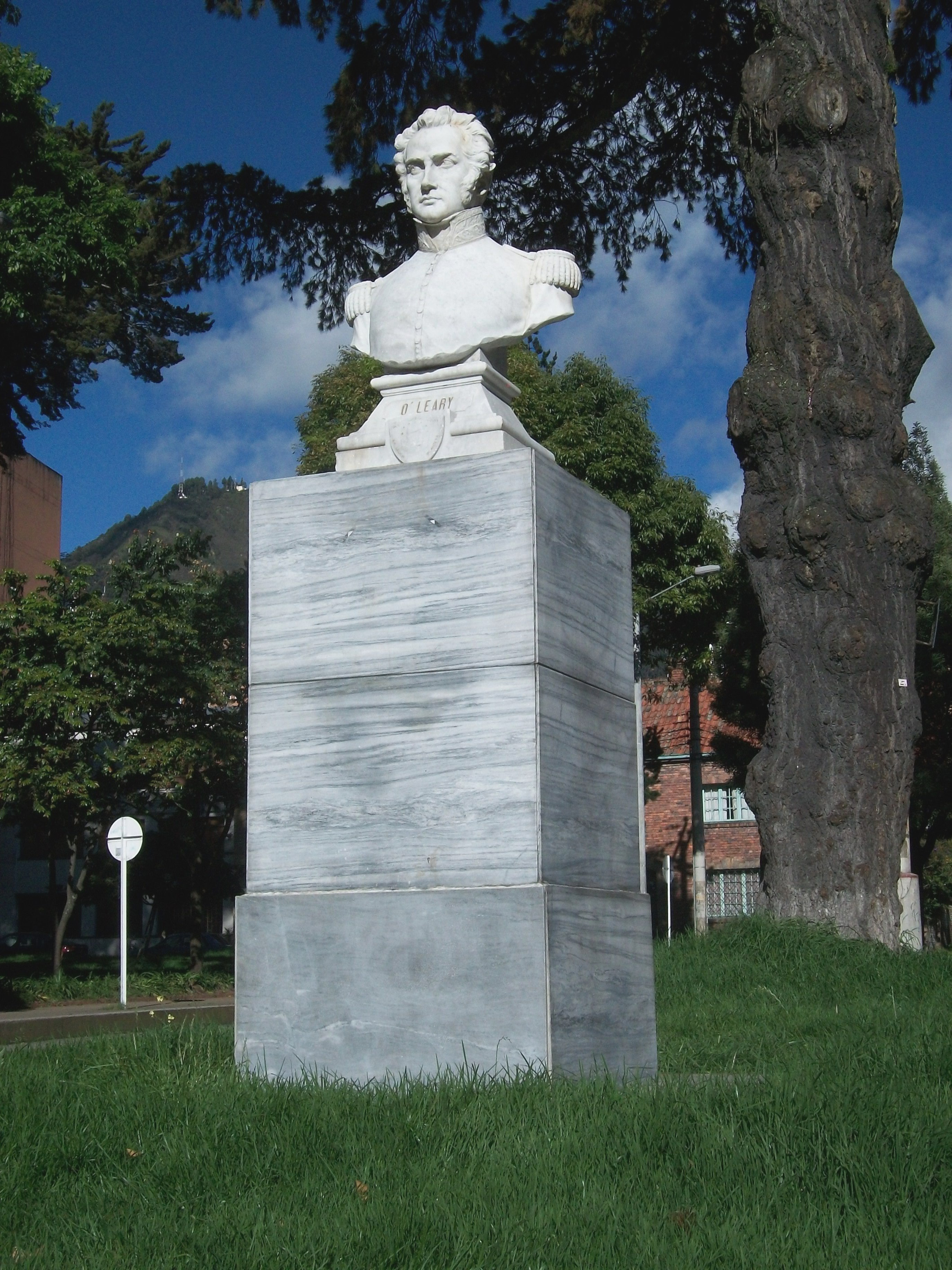
Бюст генералу О’Лири в Боготе

Даниэль Флоренсио О’Лири или Дэниел Флоренс О'Лири (исп. Daniel Florencio O'Leary; 1801, Корк, Ирландия — 1854, Санта-Фе-де-Богота, Колумбия) — республиканский бригадный генерал венесуэльской армии, участник войны за независимость Венесуэлы. Адъютант Симона Боливара. Дипломат, прозаик.

## Биография
Ирландского происхождения. Родился в семье торговца маслом. В 1817 году эмигрировал в Южную Америку. Участвовал в войнах за независимость испанских колоний в Америке. Сначала сражался в звании лейтенанта корпуса красных гусар под командованием генерала Хосе Антонио Ансоатеги, в том числе битве при Бояке. Был первым помощником генерала Ансоатеги, руководил штабом дивизии. Получил ранение. Встретился с Боливаром, который повысил его до капитана.
В 1820 году присутствовал на переговорах о перемирии между Боливаром с испанским генералом Морильо. Стал подполковником. После создания Боливии Освободитель повысил О’Лири до звания полковника.
В отличие от многих ирландцев, сражавшихся на стороне Симона Боливара в кампаниях за обретение независимости Южной Америки, в Наполеоновских войнах не участвовал. Завоевал уважение Боливара и сыграл ключевую роль в его военной и политической стратегии.
После того, как Боливар в 1828 году объявил себя диктатором, и издал новую конституцию, нацеленную на создание централизованного государства, в сентябре 1829 года дезертировал генерал Хосе Мария Кордова, Боливар отправил О’Лири с войсками в Антиокию на подавления мятежников.
В 1827 году он женился на Соледад Сублетте, младшей сестры генерала Карлоса Сублетте, с которой имел девять детей.
Служил адъютантом Симона Боливара. После смерти Боливара в 1830 году О’Лири ослушался приказа Освободителя сжечь личные документы руководителя войны за независимость испанских колоний в Америке. Большую часть своей жизни он провёл, упорядочивая их и написанием собственных очень откровенных воспоминаний того периода времени (тридцать четыре тома), воюя в революционных войнах рядом с Боливаром.
С 1831 года работал с дипломатическими миссиями за границей, в 1834 году был назначен секретарём полномочного представителя по Европе генерала Мариано Монтильи, проработал шесть лет в Испании, Франции, Англии и Папской области.
С 1843 по 1854 год служил поверенным в делах Великобритании в Колумбии.
Умер в Колумбии от инсульта. Его прах был передан правительству Венесуэлы в Каракас, где был 10 апреля 1882 года похоронен в Национальном пантеоне Венесуэлы.